# Evangelische Kapelle Mandeln

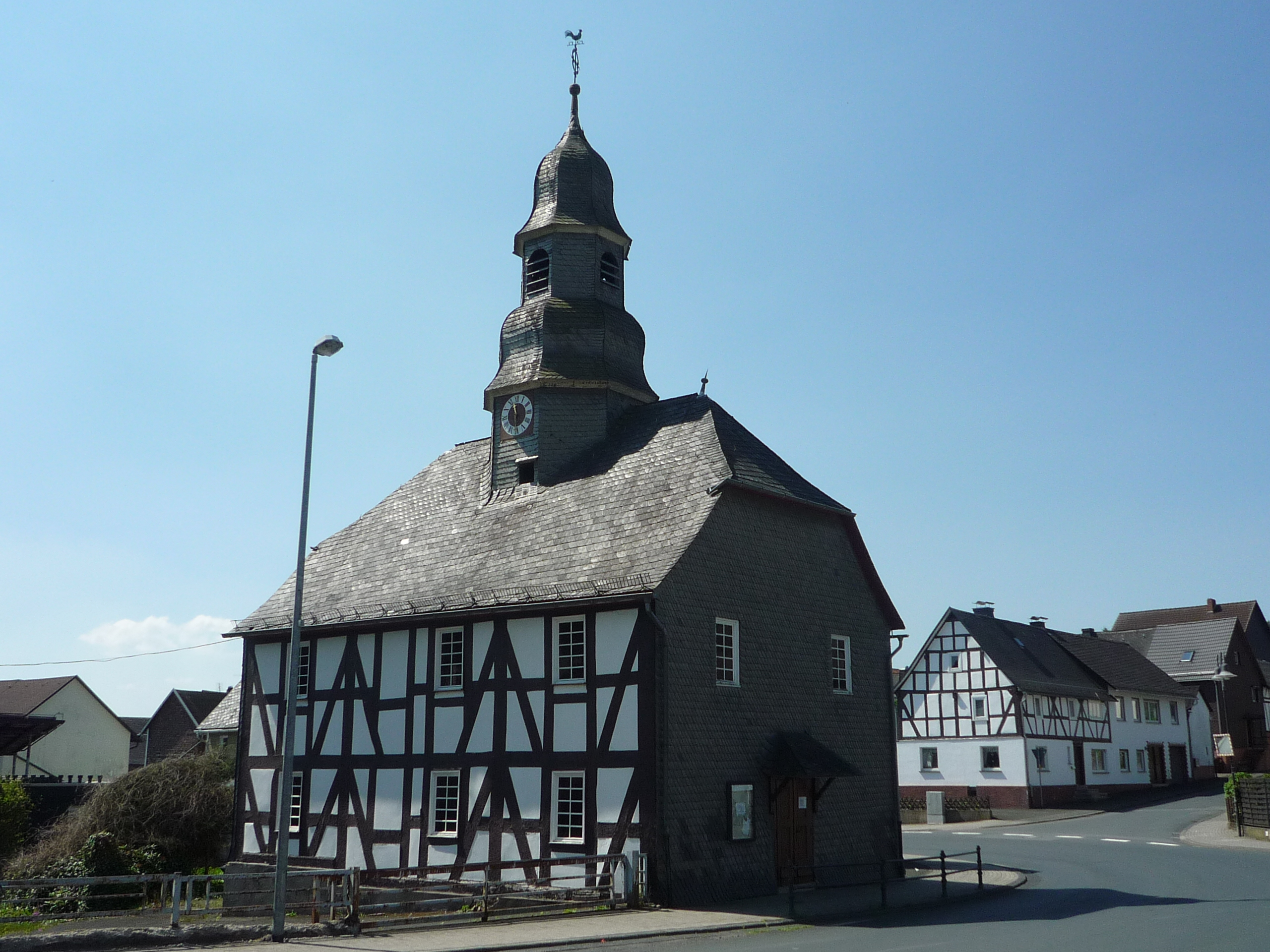
Evangelische Kapelle Mandeln

Die evangelische Kapelle Mandeln ist ein denkmalgeschütztes Kirchengebäude in Mandeln, einem Ortsteil der Gemeinde Dietzhölztal im Lahn-Dill-Kreis (Hessen). Unter der Nummer 132504 ist sie in der Liste der Kulturdenkmäler in Dietzhölztal verzeichnet.
Das Kirchengebäude wurde 1756 als kleiner Fachwerkbau errichtet. Die West- sowie Südflanke wurden verschiefert. Das Dach wurde als Krüppelwalmdach errichtet und stützt sich auf vier marmorierte Holzsäulen. Die Empore ist mit Blumenmalereien von Georg Ernst Justus Kayser versehen und umläuft den Kirchensaal auf drei Seiten. Er ist auf das Jahr 1794 datiert und wird von vier weiteren, massiveren Säulen getragen. An der Ostwand befindet sich die Kanzel.
Die Kapelle gehört zur Evangelischen Kirchengemeinde Ewersbach im Dekanat an der Dill in der Propstei Nord-Nassau der Evangelischen Kirche in Hessen und Nassau.